# باركي سان مارتين (مقاطعة بوينس آيرس)
باركي سان مارتين (بالإسبانية: Parque San Martín, Buenos Aires Province)‏ هي منطقة سكنية تقع في الأرجنتين في Merlo Partido.[بحاجة لمصدر] يقدر عدد سكانها بـ 89,073 نسمة وترتفع عن سطح البحر 16 متر.

## أعلام
- ماورو بوغادو